# 張鵬 (正德進士)
張鵬（1477年—？），字搏南，福建建寧府浦城縣人，民籍，明朝政治人物。

## 生平
福建鄉試第三十名舉人。正德六年（1511年）中式辛未科會試第一百七十五名，登第二甲第五十一名進士。

## 家族
曾祖張永安；祖父張冕；父張瓛，曾任府同知。前母蘇氏；母彭氏。慈侍下。